# Дестіні Чукуньєре
Дестіні Чукуньєре (мальт. Destiny Chukunyere; нар. 29 серпня 2002, Біркіркара, Мальта) — мальтійська співачка. Переможниця тринадцятого дитячого пісенного конкурсу «Євробачення» та другого сезону мальтійської версії The X Factor. Представниця Мальти на скасованому Євробаченні 2020 та Євробаченні 2021, на якому вона посіла 7-е місце.

## Біографія

### Сім'я та ранні роки
Чукуньєре народилася 29 серпня 2002 року. Проживає в Біркіркарі, а навчалась у середній школі в Хамруні. Її батько — нігерієць (ігбо), колишній футболіст Ндубісі Чукуньєре, а мати — мальтійка Алексія. У неї є молодші сестра Мелоді та брат Айзея.
До участі у дитячому «Євробаченні» Чукуньєре брала участь у різних вокальних конкурсах, включно з Festival Kanzunetta Indipendenza 2014, де вона посіла третє місце з піснею «Festa t'Ilwien»; також вона здобула перемогу на Asterisks Music Festival та «SanRemo Junior» в Італії.

### Дитяче «Євробачення 2015»

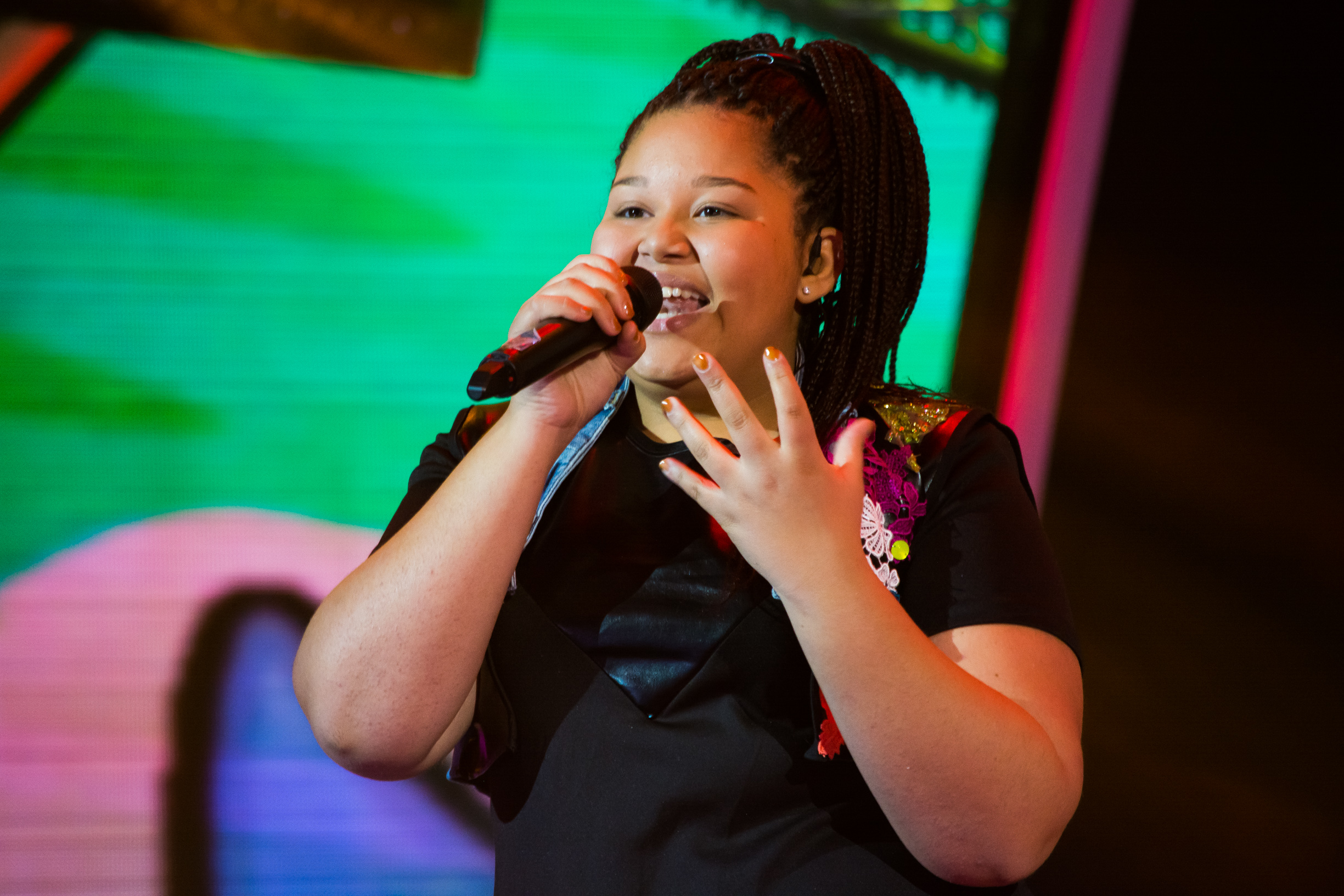
Чукуньєре на сцені «Дитячого Євробачення 2015»

11 липня 2015 року Дестіні перемогла на мальтійському відборі та отримала право представити Мальту на 13-му дитячому пісенному конкурсі «Євробачення» в Софії, Болгарія.
21 листопада 2015 року відбувся фінал конкурсу. Чукуньєре виступала під 15 номером з піснею «Not My Soul». Вона отримала 8 вищих балів (12) від 7 країн і дитячого журі. Набравши в підсумку 185 балів, вона стала переможницею «Дитячого Євробачення».
13 грудня 2015 року Чукуньєре та її команда були нагороджені медаллю «За заслуги перед Республікою» (Midalja għall-Qadi tar-Repubblika).

### 2017: «Британія має талант»
На початку 2017 року брала участь у кастингу одинадцятого сезону талант-шоу «Британія має талант», де виконала пісню «Think» Арети Франклін та отримала чотири «так». 27 травня повідомили, що вона пройшла до прямих ефірів та виступить у другому півфіналі 30 травня. Вона посіла 6 місце у півфіналі шоу.

### Євробачення

#### 2019
2019 року Чукуньєре виступала на конкурсі Євробачення 2019 у Тель-Авіві, Ізраїль, як беквокалістка співачки Мікели Пач, яка посіла 14-е місце в фіналі.

#### 2020
2019 року повідомили, що Чукуньєре братиме участь у другому сезоні шоу X Factor Malta. Вона потрапила до категорії «Дівчата» під керівництвом Іри Лоско та потрапила до етапу прямих ефірів. 8 лютого 2020 року перемогла в шоу та як приз вона отримала можливість представляти Мальту на Євробаченні 2020 в Роттердамі, Нідерланди. Мала виступити в першому півфіналі конкурсу 12 травня 2020 року.

#### 2021

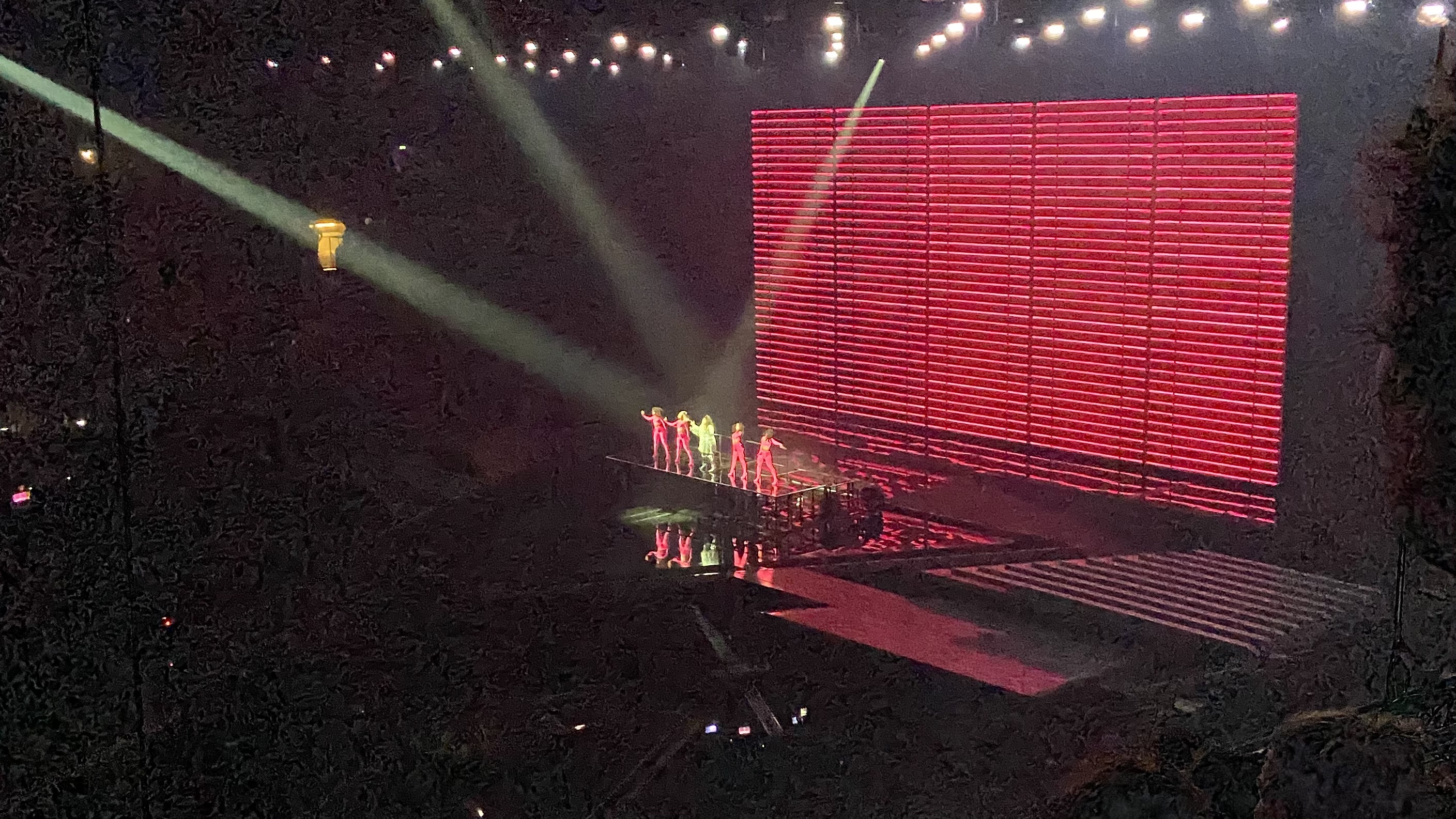
Виступ на Євробаченні 2021

У 2021 році залишилася представницею Мальти. Нова конкурсна композиція — «Je Me Casse» — була оприлюднена 25 березня 2021 року. Після перемоги у пешому півфіналі з 335 балами Дестіні кваліфікувалася до фіналу Євробачення. У фіналі співачка отримала 208 балів від журі (3 місце) та 47 балів від глядачів (14 місце), які принесли Мальті у загальному заліку 7 місце.